# Lincoln Liberty Life Insurance Building
El Lincoln Liberty Life Insurance Building es un edificio histórico en Lincoln, en el estado de Nebraska (Estados Unidos). Fue construido entre 1906 y 1907 como un edificio de cinco pisos diseñado en el estilo comercial por Ferdinard C. Fiske y Charles A. Dieman, y originalmente conocido como Little Building. Fue rediseñado en estilo art déco por los arquitectos Harry Meginnis y Edward G. Schaumberg en 1936, y renombró Lincoln Liberty Life Insurance Building para reflejar a su nuevo propietario. Ha sido incluido en el Registro Nacional de Lugares Históricos desde el 19 de enero de 1988.